# Código de Información de Banderas
El Código de Información de Bandera (Flag Information Code, en inglés) es la convención oficial aprobada por la Federación Internacional de Asociaciones Vexilológicas a fin de normalizar la descripción de las diversas características comunes a todas las banderas y facilitar su clasificación. El código está basado en los "símbolos internacionales de identificación de banderas" creados por Whitney Smith y fue definitivamente adoptado a nivel internacional por la Asamblea General de la FIAV en su 7.º período de sesiones, el 27 de agosto de 1981, durante el 9.º Congreso Internacional de Vexilología celebrado en Ottawa, Ontario, Canadá, recomendándose su uso a todas las organizaciones e individuos que la integran, vexilólogos, publicistas y todos aquellos dedicados al estudio de las banderas.
La regulación fue posteriormente enmendada el 5 de julio de 1995 (en su sección 3.ª, apartado a) y el 23 de julio de 2001 (donde se le agregó una nueva sección 1.ª y se renumeraron las restantes de acuerdo a los cambios introducidos), en el 14.º y 17.º período de sesiones de la Asamblea General, durante el 16.º y 19.º Congreso Internacional de Vexilología, celebrados en Varsovia, Polonia, y en York, Inglaterra, respectivamente.

## Propósitos
El código fue creado con el fin de brindar un marco regulatorio general para la simbología de las banderas, minimizar los conflictos entre las diversas alternativas de nomenclatura preexistentes y facilitar la investigación científica sobre el tema. Establece cuatro propósitos específicos:
- Permitir el registro y la transmisión de información básica sobre las banderas en una forma concisa, exacta y que evite errores de interpretación tanto como sea posible. Además, que sea fácil de aprender y comprensible aun para hablantes de idiomas diferentes;

- Estandarizar el conocimiento sobre las banderas con el objeto de facilitar estudios comparativos sobre sus características;

- Proveer a los investigadores, publicistas y demás un sistema conveniente para registrar, intercambiar y publicar información; y

- Eliminar -dentro de lo posible- la confusión existente en la terminología empleada por los gobiernos y otros al describir las banderas nacionales y sus usos.[2]

## Colores de las banderas
El código establece en su sección 3.ª una serie de pautas y abreviaturas para representar los colores de las banderas en forma sintética. Estos son los colores con sus correspondientes abreviaturas oficiales:
| Color       | Rojo | Naranja | Amarillo | Verde | Azul | Púrpura | Negro | Blanco | Gris | Marrón | Dorado | Plateado |
| Abreviatura | R    | O       | Y        | V     | B    | P       | N     | W      | G    | M      | Au     | Ag       |

Establece también un parámetro reglamentario para la representación de los matices aplicables a cada color de las banderas. En caso de hacerse referencia a un color sin señalar ningún matiz en especial, debe entenderse en el sentido de que el mismo se encuentra representado en su tonalidad normal, o bien, que esta es desconocida. Estos son los matices regulados con sus respectivas abreviaturas:
| Tonalidad   | Muy claro | Claro | Oscuro | Muy oscuro |
| Abreviatura | -         | -     | +      | +          |

## Proporciones de las banderas
La sección 4.ª establece el modo de representar las proporciones de las banderas, que estará dado por un cociente de dos números, en el que el primero representa el ancho de la bandera (definido generalmente por ser el lado que va adherido al asta o mástil), y el segundo corresponde al largo de la misma. De este modo, una bandera con tres unidades de ancho y cinco de largo podría ser expresada tanto como 3:5 o como 3×5.

## Uso de banderas nacionales
La sección 5.ª del código establece un sistema de representación simplificado, destinado a registrar los diversos usos que pueden darse a las banderas nacionales y a los pabellones. Se estructura sobre la base de una parrilla dividida en 6 cuadrantes , los cuales corresponden a los usos básicos que pueden darse a cada caso. De tal modo, la primera fila hace referencia a las banderas nacionales, mientras que la segunda fila se refiere a los pabellones. La primera columna describe el uso civil de la enseña, la segunda, el uso institucional (gubernamental no militar), y la tercera, el uso militar. El sistema funciona marcando con un punto (•) o una cruz (×) el espacio correspondiente a los usos específicos de la bandera, quedando entonces definido del siguiente modo:
|                         | Civil          | Gubernamental          | Guerra                       |
| ----------------------- | -------------- | ---------------------- | ---------------------------- |
| Uso terrestre - Bandera | bandera civil  | bandera institucional  | bandera de guerra            |
| Uso marítimo - Pabellón | pabellón civil | pabellón institucional | pabellón de guerra (o naval) |

De tal modo, si para ilustrar el uso de una bandera se utilizara este gráfico , se estaría queriendo transmitir que la bandera en cuestión puede ser empleada a nivel terrestre tanto por instituciones gubernamentales como militares, y a nivel marítimo, solo por instituciones del gobierno no militares.
El código aclara en su sección 6.ª que la notación sobre el o los usos de las banderas nacionales no es supletoria de la descripción escrita específica de los mismos.

## Propiedades
La FIAV adoptó también otros símbolos —que no forman parte del Código— usados para representar propiedades de las banderas:
| Símbolo | Descripción |
| ------- | --- |
|         | Bandera normal o bandera de iure.                                                                                        |
|         | Diseño propuesto, nunca oficializado.                                                                                    |
|         | Diseño reconstruido con base en descripciones vagas o información insuficiente.                                          |
|         | Variante, dos o más versiones de un mismo diseño básico.                                                                 |
|         | Alternativa, dos o más banderas que pueden usarse —en general o bajo determinadas circunstancias— para la misma función. |
|         | Bandera de facto, en uso pero sin sanción legal.                                                                         |
|         | Bilateral, vista del anverso de la bandera cuando ambos lados no son iguales.                                            |
|         | Reverso (cuando es distinto al anverso).                                                                                 |
|         | El anverso se debe ver con el asta a la derecha del observador.                                                          |
|         | Bandera histórica, no oficial en la actualidad.                                                                          |
|         | Bandera no autorizada a representar el grupo o país.                                                                     |